# Supermarine S.6
Il Supermarine S.6 era un idrocorsa progettato da Reginald Joseph Mitchell per partecipare alla Coppa Schneider del 1929. Fu un'evoluzione intermedia degli idrovolanti da corsa costruiti dall'azienda britannica Supermarine Aviation Works, realizzato dopo il Supermarine S.4, il Supermarine S.5 e precursore del Supermarine S.6B che risulterà vincitore della Coppa nell'edizione del 1931.

## Storia del progetto

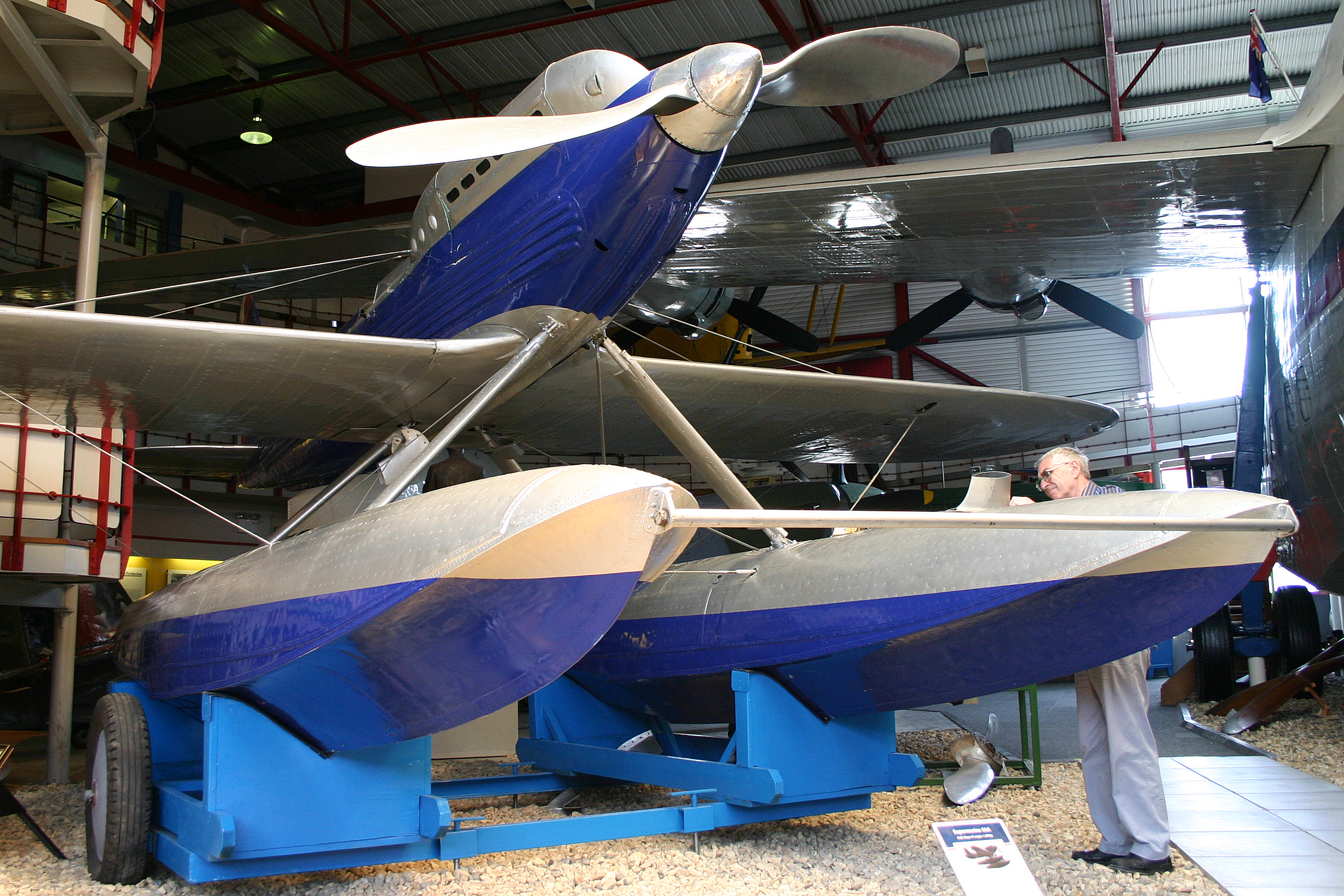
Vista frontale del Supermarine S.6 "N248".

Il progetto del Supermarine S.6 era la logica evoluzione del modello S.5, vincitore dell'edizione del 1927 della Coppa Schneider. Visto che il motore installato (il Napier Lion VIIB), aveva raggiunto i propri limiti di sviluppo, per motorizzare il nuovo S.6 Reginald Mitchell si rivolse a Sir Henry Royce che, ottenuto il via libera dal consiglio di amministrazione, s'impegnò a fornire una nuova unità in grado di sviluppare 1 500 hp (1 119 kW) di potenza.
Questo nuovo modello era il Rolls-Royce R, un 12 cilindri a V di 60° sviluppato dalla Rolls-Royce Limited per le competizioni, partendo dal precedente Rolls-Royce H; il motore si sarebbe dimostrato capace di erogare la ragguardevole potenza di 1 900 hp (1 417 kW), a fronte di un peso di sole 1 530 lb (694 kg).

## Tecnica

### Cellula
Il Supermarine S.6 era un monoplano ad ala bassa dalla struttura interamente metallica; più grande e sensibilmente più pesante del predecessore aveva la fusoliera interamente realizzata in duralluminio, medesimo materiale con il quale è costruito anche il rivestimento, rivettato alla struttura. La cabina di pilotaggio era completamente scoperta e priva di parabrezza e posizionata al centro del velivolo, accessibile da un'apertura di dimensioni contenute.

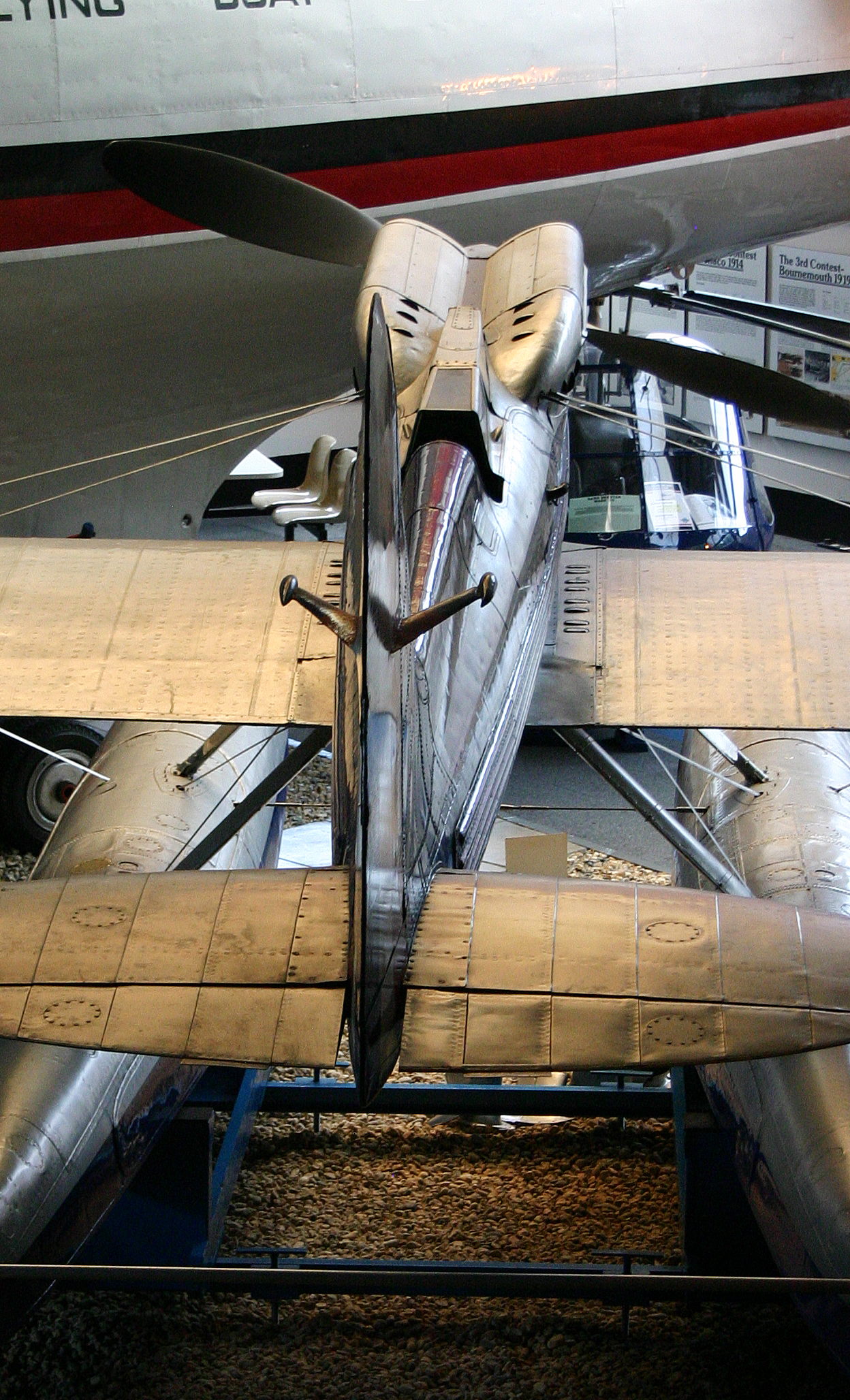
Ancora l'S.6 visto da sopra; si notino il piccolo abitacolo e le vistose carenature aerodinamiche delle testate del motore.

Anche la struttura delle ali era completamente metallica; caratteristica esclusiva dell'S.6 era costituita dal rivestimento delle ali che fungeva allo stesso tempo da pannello radiante dell'impianto di raffreddamento del motore. In sostanza il radiatore era costituito da due pannelli di duralluminio, separati da una sottile intercapedine all'interno della quale scorreva il liquido di raffreddamento; il pannello superiore costituiva la superficie alare e, grazie allo scorrimento del flusso d'aria, garantiva lo smaltimento del calore accumulato dal liquido nel circuito. Le ali erano posizionate nella sezione anteriore del velivolo, con il bordo d'entrata disposto al di sotto del motore.
Anche l'impennaggio, oltre alla classica funzione aerodinamica aveva una seconda finalità: la deriva conteneva il serbatoio dell'olio lubrificante destinato al motore; la funzione di radiatore era svolta in questo caso sia dalla deriva stessa che dai condotti che portavano l'olio all'unità motrice, disposti all'esterno della fusoliera.
I due galleggianti "a scarponi" mantenevano la configurazione del modello precedente ed erano interamente metallici: la parte centrale era realizzata in acciaio, le parti esterne in duralluminio. Contenevano, come già nell'S.5, i serbatoi del carburante.

### Motore

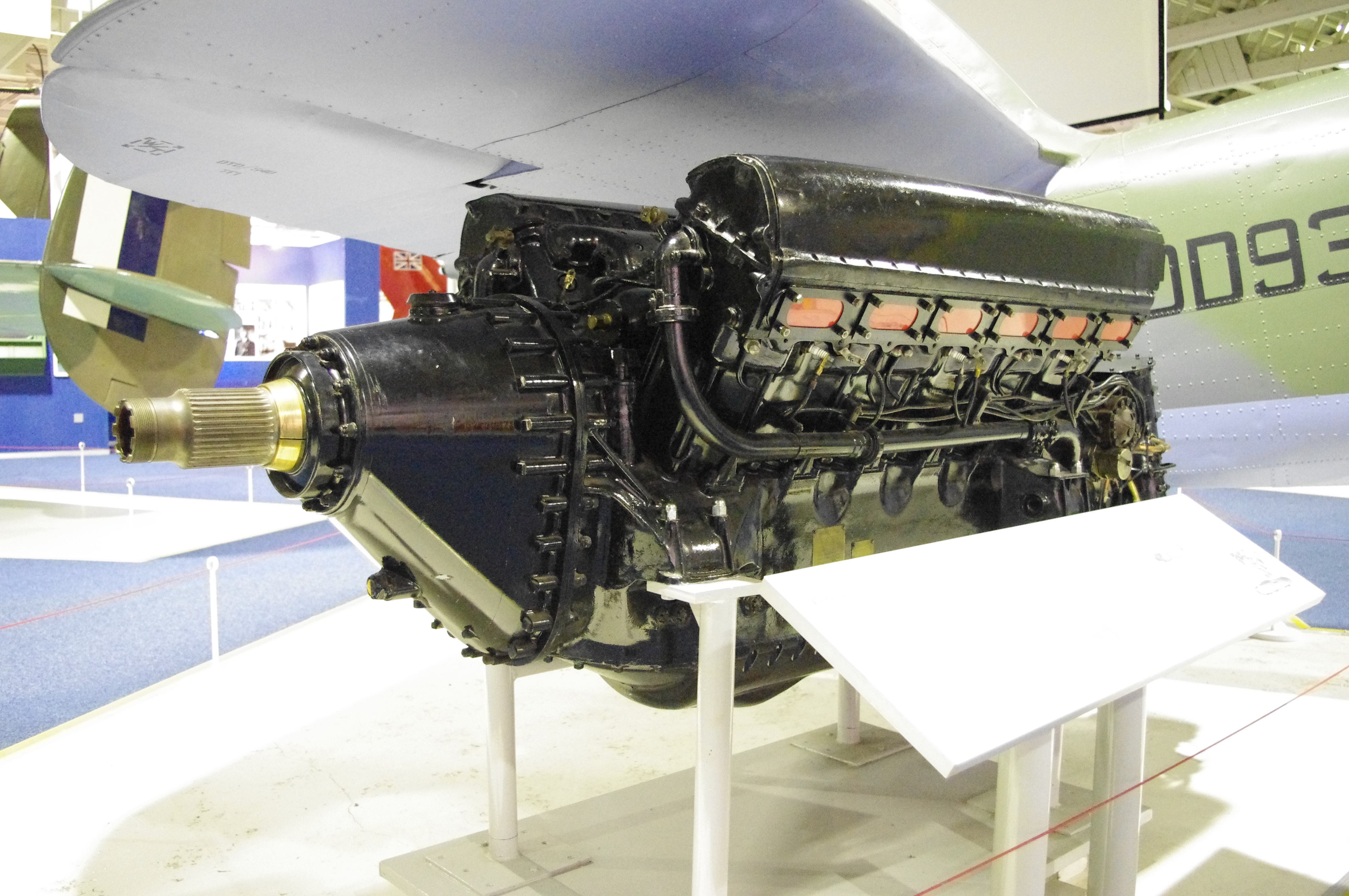
Un esemplare di Rolls-Royce R esposto al Royal Air Force Museum di Londra.

Il Supermarine S.6 fu equipaggiato con il motore V12 Rolls-Royce "R", un propulsore realizzato dall'azienda di Derby appositamente per le competizioni; si trattava di un motore della cilindrata di 2 240 cu in (36 707 cm³) dotato di impianto di sovralimentazione.
Nella versione impiegata nel corso dell'edizione del 1929 della Coppa Schneider il "Type R" era in grado di sviluppare la potenza di 1 900 hp (1 417 kW), al regime di 2 900 giri al minuto.
L'elica era bipala e metallica, azionata tramite una demoltiplica al fine di migliorarne l'efficienza; il suo senso di rotazione (vista frontalmente) era antiorario.

## Impiego operativo
Del Supermarine S.6 furono realizzati due esemplari, immatricolati N247 e N248, costruiti nello stabilimento di Woolston ed impiegati dal RAF High Speed Flight, il reparto di alta velocità dell'aeronautica militare britannica. 

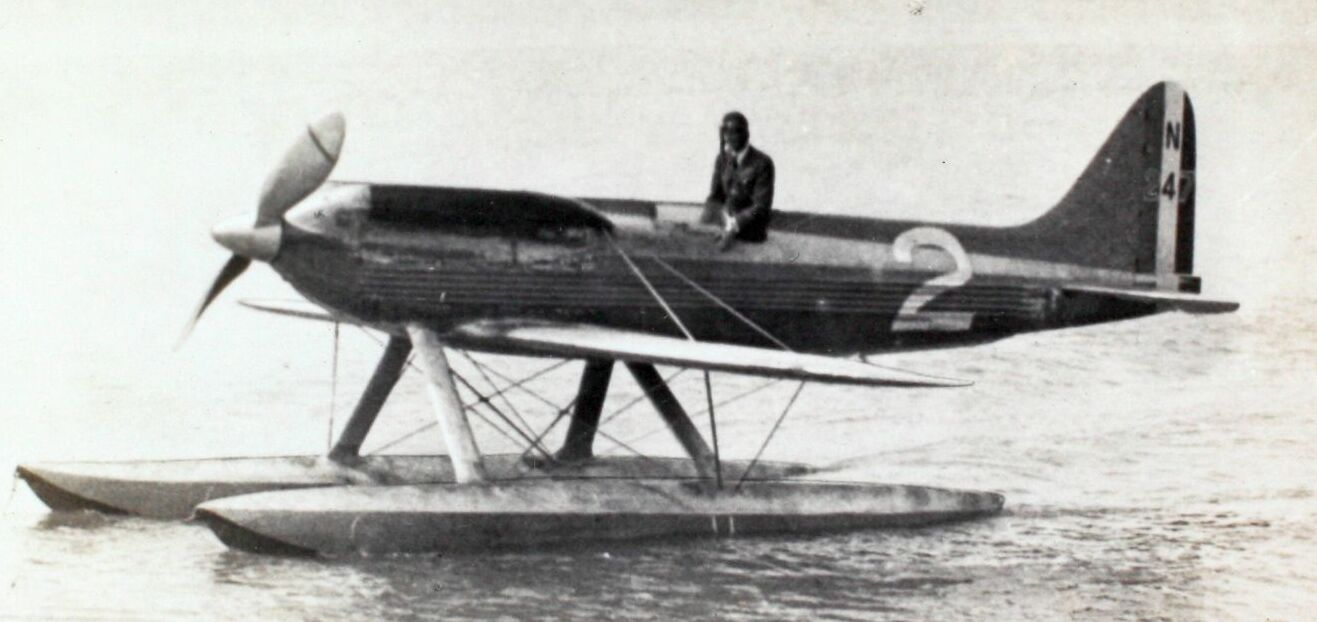
Il Supermarine S.6 "N247" in occasione della gara di Coppa Schneider del 1929.

Entrambi vennero iscritti all'edizione del 1929 del Trofeo che in quell'anno si disputò tra il 6 ed 7 settembre sul circuito aereo a Calshot, sull'isola di Wight. L'esemplare N247, ai comandi dell'ufficiale Henry R. Waghorn, percorse i sette giri del circuito (un quadrilatero dal perimetro di 50 km) in un tempo di 39:42.8 alla media di 328,63 mph (528,88 km/h) che gli permise di assicurarsi la vittoria. L'N248, pilotato da Richard Atcherly, venne invece squalificato per aver effettuato una virata all'interno di una delle boe di delimitazione del percorso.
Nonostante il successo del 1929, e la possibilità di aggiudicarsi definitivamente la Coppa Schneider, il governo britannico (nel pieno della grande depressione) ritirò il proprio sostegno economico per approntare la squadra destinata a disputare la successiva edizione che si sarebbe tenuta nel 1931.
Solo l'intervento filantropico di Lady Lucy Houston, che donò i fondi necessari, consentì di realizzare la nuova versione del velivolo (denominata poi "S.6B") e gli aggiornamenti alle macchine già costruite (designate quindi "S.6A").
L'N248 fece parte della squadra che partecipò alla gara di Calshot e venne portato al circuito di gara, ma non partecipò alla competizione.

## Utilizzatori
Regno Unito
- Royal Air Force
  - Hight Speed Flight

## Velivoli attualmente esistenti
Il Supermarine S.6A N248 è esposto al pubblico presso il Solent Sky Museum di Southampton, Inghilterra.

## Velivoli comparabili
Italia
- Macchi M.67
- Macchi-Castoldi M.C.72

 Regno Unito
- Gloster VI
- Supermarine S.4
- Supermarine S.5
- Supermarine S.6B

### Annotazioni
1. ↑  Notizia aggiornata al marzo 2018

### Fonti
1. 1 2 3  Andrews e Cox, 1965, p. 11.
2. 1 2  Andrews e Cox, 1965, p. 9.
3. 1 2  Andrews e Cox, 1965, p. 8.
4. 1 2 3 4 5  Andrews e Cox, 1965, p. 10.
5. 1 2 3 4  Flight, 6 settembre 1929, pp. 982-3.
6. ↑  Solent Sky - Exhibits, in www.solentskymuseum.org.

### Pubblicazioni
- (EN) C.F. Andrews e W.G. Cox, The Supermarine S4-S6B, in Aircraft in Profile, vol. 39, Leatherhead, Profile Publications Ltd., 1965.
- (EN) The British Schneider Trophy Defenders (PDF), in Flight, Londra, 15 agosto 1929,  pp. 869-875. URL consultato il 25 marzo 2018.
- (EN) Souvenir of the Schneider Trophy Contest (PDF), in Flight, Londra, 6 settembre 1929,  pp. 941-984. URL consultato il 24 marzo 2018.